# Об'єкт культурної спадщини Польщі

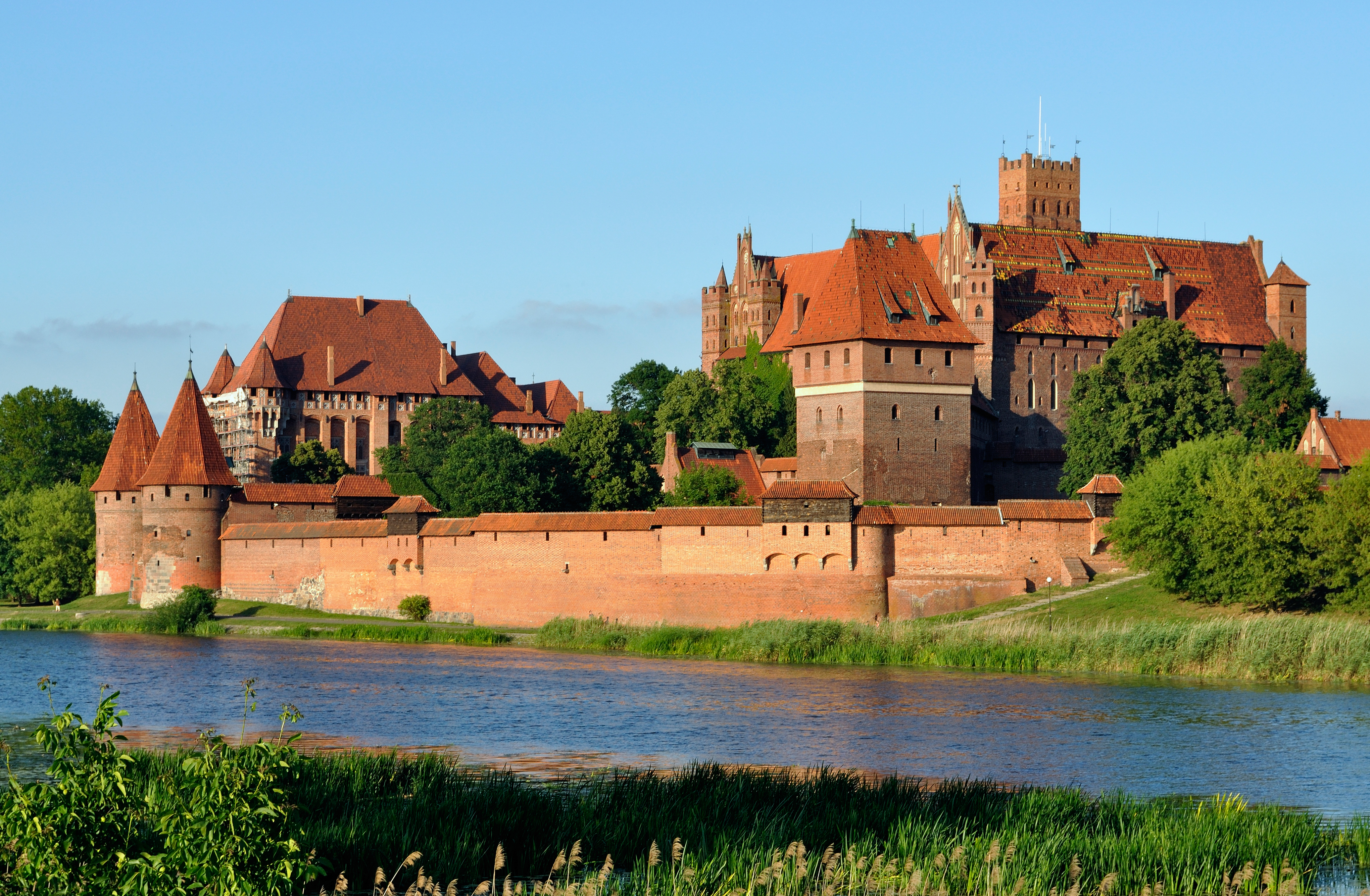
Замок Мальборк (2010)

Об'єкт культурної спадщини Польщі (пол. Zabytek nieruchomy) — частина культурної спадщини, польська пам'ятка культури (див. культурна спадщина Польщі), занесена до реєстру пам'яток, у книзі категорії А.
Відповідно до законодавчого визначення, це: нерухоме майно, його частина або група нерухомих об'єктів що є результатом людської діяльності або пов'язане з її діяльністю та є свідченням минулої епохи чи події, збереження яких знаходиться в суспільний інтерес через його історичну, художню чи наукову цінність.
Окремі типи нерухомих пам'яток: урбаністичні, сакральні (наприклад, церкви), оборонні, промислові, господарські, житлові (включаючи садиби та палаци), об'єкти комунально-побутового призначення, комунікаційні споруди, кладовища, зелені насадження, мала архітектура. Кількість нерухомих пам'яток у Польщі становить 79939 (станом на 10 липня 2023 року).